# Медій Лариський
Медій Лариський (дав.-гр. Μήδιος; д/н — після 302 до н. е.) — військовий діяч Македонського царства, наварх, історик.

## Життєпис
Походив з фессалійського роду Алевадів. Згідно Діодора, був онуком Медія I, тетрарха Лариси. Син Оксітема (Оксітея). За невідомих обставин увійшов до кола «друзів» (гетайрів) царя Олександра Македонського. Плутарх називає Медія одним серед безсоромних підлещувачів, які спонукали Олександра до деяких найосудливіших дій.
З 334 року до н. е. брав участь у поході проти Імперії Ахеменідів. Втім перші письмові згадки про Медія відносяться до 326 року до н. е., коли його було призначено навархом трієр на Річці Інд під час індійської кампанії македонян.
У 323 році до н. е. Медій був присутній на бенкеті (за іншою версією сам його організував), що відбувся перед тим як Олександр Македонський захворів, а невдовзі й помер. В подальшому підтримав регента Пердікку, який призначив Медія своїм навархом. 321 року до н. е. за наказом останнього допомагав Арістону зайняти Кіпр. Після смерті Пердікки перейшов на службу Антигону Одноокому. За наказом останнього встановив владу того в Фінікії.
313 року до н. е. біля Карії завдав флоту Кассандра з 26 трієр поразки. За цим допоміг стратегу Докіму зайняти Мілет. Того ж року на чолі 100 трієр атакував біля місто Орей на о. Евбея флот Кассандра, що було знищено. 312 року до н. е. на 150 судна перевіз військо Птолемея, небожа Антигона I, до Беотії для боротьби проти Касандра в Середній Греції. за цим забезпечував морський контроль над Геллеспонтом.
307 року до н. е. допомагав афінському посольству, що прибуло до Антигона I. 306 року до н. е. очолив флот, що допомагав Деметрію I у війні проти Птолемея Лагида та Селевка. Того ж року у битві біля Саламіну здобув перемогу над флотом Птолемея. Потім намагався блокувати порти Єгипту під час кампанії Антигона біля Гази.
305—304 року до н. е. діяв спільно з Деметрієм I, намагаючись захопити Родос. У 304—303 роках до н. е. вони спільно воювали в Аттиці та Мегариді. Після 302 року до н.е про Медія відсутні відомості.

## Творчість
Згідно Страбону написав «Історію Олександра Македонського», яка натепер не береглася.